# Ross Allen Sadlier
Ross Allen Sadlier est un herpétologiste australien, né en 1955.
Après des études à l'université Macquarie, il travaille à l'université de Californie à Berkeley. Depuis, il travaille à l'Australian Museum.
C'est un spécialiste des herpétofaunes australienne et calédonienne.

## Taxons nommés en son honneur
- Menetia sadlieri Greer, 1991
- Candoia paulsoni sadlieri Smith & Chiszar, 2001
- Tropidechis sadlieri (Hoser, 2003)

## Quelques taxons décrits
- Bavayia exsuccida Bauer, Whitaker & Sadlier, 1998
- Bavayia geitaina Wright, Bauer & Sadlier, 2000
- Bavayia goroensis Bauer, Jackman, Sadlier, Shea & Whitaker, 2008
- Bavayia nubila Bauer, Sadlier, Jackman & Shea, 2012
- Bavayia pulchella Bauer, Whitaker & Sadlier, 1998
- Bavayia robusta Wright, Bauer & Sadlier, 2000
- Bavayia septuiclavis Wright, Bauer & Sadlier, 2000
- Caledoniscincus Sadlier, 1987
- Caledoniscincus aquilonius Sadlier, Bauer & Colgan, 1999
- Caledoniscincus auratus Sadlier, Bauer & Colgan, 1999
- Caledoniscincus chazeaui Sadlier, Bauer & Colgan, 1999
- Caledoniscincus constellatus Sadlier, Whitaker, Wood & Bauer, 2012
- Caledoniscincus cryptos Sadlier, Bauer & Colgan, 1999
- Caledoniscincus orestes Sadlier, 1987
- Caledoniscincus renevieri Sadlier, Bauer & Colgan, 1999
- Caledoniscincus terma Sadlier, Bauer & Colgan, 1999
- Celatiscincus Sadlier, Smith & Bauer, 2006
- Celatiscincus similis Sadlier, Smith & Bauer, 2006
- Correlophus belepensis Bauer, Whitaker, Sadlier & Jackman, 2012
- Ctenotus coggeri Sadlier, 1985
- Ctenotus gagudju Sadlier, Wombey & Braithwaite, 1986
- Ctenotus kurnbudj Sadlier, Wombey & Braithwaite, 1986
- Dierogekko Bauer, Jackman, Sadlier & Whitaker, 2006
- Dierogekko inexpectatus Bauer, Jackman, Sadlier & Whitaker, 2006
- Dierogekko insularis Bauer, Jackman, Sadlier & Whitaker, 2006
- Dierogekko kaalaensis Bauer, Jackman, Sadlier & Whitaker, 2006
- Dierogekko koniambo Bauer, Jackman, Sadlier & Whitaker, 2006
- Dierogekko nehoueensis Bauer, Jackman, Sadlier & Whitaker, 2006
- Dierogekko poumensis Bauer, Jackman, Sadlier & Whitaker, 2006
- Dierogekko thomaswhitei Bauer, Jackman, Sadlier & Whitaker, 2006
- Dierogekko validiclavis (Sadlier, 1988)
- Eurydactylodes occidentalis Bauer, Jackman, Sadlier & Whitaker, 2009
- Geoscincus Sadlier, 1987
- Graciliscincus Sadlier, 1987
- Graciliscincus shonae Sadlier, 1987
- Kanakysaurus Sadlier, Bauer, Smith & Whitaker, 2004
- Kanakysaurus viviparus Sadlier, Bauer, Smith & Whitaker, 2004
- Kanakysaurus zebratus Sadlier, Bauer, Smith & Whitaker, 2008
- Lacertoides Sadlier, Shea & Bauer, 1997
- Lacertoides pardalis Sadlier, Shea & Bauer, 1997
- Lioscincus maruia Sadlier, Whitaker & Bauer, 1998
- Lioscincus tillieri (Ineich & Sadlier, 1991)
- Lioscincus vivae Sadlier, Bauer, Whitaker & Smith, 2004
- Marmorosphax Sadlier, 1987
- Marmorosphax boulinda Sadlier, Smith, Bauer & Whitaker, 2009
- Marmorosphax kaala Sadlier, Smith, Bauer & Whitaker, 2009
- Marmorosphax montana Sadlier & Bauer, 2000
- Marmorosphax taom Sadlier, Smith, Bauer & Whitaker, 2009
- Menetia concinna Sadlier, 1984
- Mniarogekko Bauer, Whitaker, Sadlier & Jackman, 2012
- Mniarogekko jalu Bauer, Whitaker, Sadlier & Jackman, 2012
- Nannoscincus exos Bauer & Sadlier, 2000
- Nannoscincus garrulus Sadlier, Bauer & Smith, 2006
- Nannoscincus greeri Sadlier, 1987
- Nannoscincus hanchisteus Bauer & Sadlier, 2000
- Nannoscincus humectus Bauer & Sadlier, 2000
- Nannoscincus manautei Sadlier, Bauer, Whitaker & Smith, 2004
- Nannoscincus rankini Sadlier, 1987
- Oedodera Bauer, Jackman, Sadlier & Whitaker, 2006
- Oedodera marmorata Bauer, Jackman, Sadlier & Whitaker, 2006
- Paniegekko Bauer, Jackman, Sadlier & Whitaker, 2012
- Paniegekko madjo (Bauer, Jones & Sadlier, 2000)
- Saltuarius kateae Couper, Sadlier, Shea & Worthington Wilmer, 2008
- Saltuarius moritzi Couper, Sadlier, Shea & Worthington Wilmer, 2008
- Saproscincus eungellensis Sadlier, Couper, Colgan, Vanderduys & Rickard, 2005
- Saproscincus oriarus Sadlier, 1998
- Scelotes montispectus Bauer, Whiting & Sadlier, 2003
- Sigaloseps Sadlier, 1987
- Sigaloseps ruficauda Sadlier & Bauer, 1999
- Simiscincus Sadlier & Bauer, 1997
- Simiscincus aurantiacus Sadlier & Bauer, 1997
- Strophurus krisalys Sadlier, O'Meally & Shea, 2005
- Tropidoscincus boreus Bauer & Sadlier, 2000